# Geff Harrison
Geff Harrison (Salford, Reino Unido, 24 de agosto de 1946). Es un cantante inglés, compositor, y muy conocido músico por bandas como King Ping Meh y Twenty Sixty Six and Then.

## Biografía

### Inicios
Su verdadero nombre es Gerald. Comenzó su carrera musical a inicios de los 60's en Mánchester/Salford. En 1963 fue parte de la banda juvenil The Chasers.  Realizando varias presentaciones con ellos, y también siendo teloneros de bandas y cantantes como The Beatles, Searchers, John Mayall, Long John Baldrey, Rod Stewart, John Lee Hooker entre otros.
De The Chasers en 1966, se cambió a una banda llamada Some Other Guys. Y en 1967, se fue para Alemania junto con su banda, haciendo giras para las fuerzas armadas.

### Carrera en Alemania
Después de “Some Other Guys”, en 1968 se unió a la banda de hard rock I Drive y años después, Geff se volvió un miembro de la mítica banda “Twenty Sixty Six and Then”, que a pesar del gran potencial que tuvo, se disolvió muy rápido. 
Durante ese tiempo, trabajó con diferentes bandas y como músico y compositor. En 1973 se unió a la ya famosa banda "Kin Ping Meh", reemplazando al cantante Werner Stephan. Tres años después de eso, decidió continuar su carrera como solista. 
Su primer álbum salió en 1976 y se llamó como su pueblo, Salford. La revista musical Sounds, comentó sobre este álbum ese año: "Tan versatil talento es rara vez publicado por nosotros".
Después de fundar la "Geff Harrison Band" en 1977, él grabó hots como “Death of a Clown", “Salford”, “Do You Miss Me”, “Bad New York City” y a finales de los 80's el superhit, "Eve of Destruction." Él también presentó shows y giras con Demon Thor (Thomas Fortmann) and Lenny Mac Dowell.

### Conflicto con Dieter Bohlen
Dentro de sus colaboraciones con varios artistas, él también trabajo alrededor de cinco años con Dieter Bohlen. Bohlen produjo para él, el disco "Reach For The Sky", donde estaba bajo el seudónimo de  Richie West. Geff también colaboró componiendo las letras de las canciones de Modern Talking, incluyendo éxitos como "You Can Win If You Want" y "Cheri Cheri Lady", y varias otras que luego fueron usadas en el proyecto de C.C.Catch. Geff escribió los textos de 16 canciones para Modern Talking, él era el que apoyaba a Bohlen con la gramática y contribuía a que las oraciones y versos tuvieran un sentido en la letra. Sin embargo, sus créditos nunca aparecieron en los discos y luego Bohlen incluso se burló de su apoyo, considerando esto como simples consejos y disminuyendo su estatus de artista. Bohlen lo acusó de oportunista que solo quería su dinero. 
Como sabemos, durante los 80's, Geff era ya una conocida y respetada estrella del rock de amplia trayectoria musical. El abuso y atrevimiento de Bohlen no pudo ser ignorado y es así como en febrero de 1986, Geff Harrison firmó una demanda contra Dieter Bohlen, a fin de pelear legalmente por los derechos de su trabajo en Modern Talking. 
Y aunque la decisión final de la corte, fue que ambos juntos crearon y fundaron Modern Talking, un acuerdo privado con la disquera se realizó. Después de eso, el caso fue cerrado.

### Años subsecuentes
Geff Harrison trabajó como productor y compositor de diferentes artistas, tales como Herman's Hermits. Él también produjo un CD con el cantante de pop Taco Ockerse en la Soul Brother’s band y compuso una canción para una obertura musical llamada "Yesterday" y otra llamada "Time After Time". En el 2003, él contribuyó con las letras y la composición del proyecto Mountain Rock Symphony con el artista y compositor Wolfgang Zabba Lindner.
Con Peter Panka y Werner Nadolny del grupo Jane, él sacó un CD bajo el nombre de Harrison Panka Nadolny Band.
En el 2005, la banda “Kin Ping Meh” hizo un regreso y Geff Harrison fue el vocalista.
Desde 2011, Geff fue el líder vocal de The Hamburger Glowballs,  tocando canciones clásicas del rock 'n' roll de los 50s y 60s. 
En el 2015, sacó el álbum “Purple Magic” con 15 canciones. En el 2016 sacó el álbum “Forever Young” y un álbum con The Glowballs, el cual tuvo el mismo nombre.

### Actualidad
En el 2017, Geff Harrison y Manne Kraski decidieron escribir una canción en relación con la salida de Gran Bretaña de la Unión Europea. De esa manera lanzaron el sencillo “Brexit (Mind The Gap)”, un disco que se presentó en Inglaterra. Ese mismo año, el álbum “Reflections On The Future” de la banda Twenty Sixty Six and Then, salió en una nueva edición del original de 1972. Este consiguió un gran éxito y se vendió completamente. 
Geff Harrison actualmente continua haciendo giras y presentaciones con sus bandas y amigos.

## Discografía

### Álbumes
- 1972 Anno 1972 - Demon Thor
- 1972 Reflections on the Future - 2066 and Then
- 1973 Kin Ping Meh 3 - Kin Ping Meh
- 1974 Virtues & Sins - Kin Ping Meh
- 1976 Concrete - Kin Ping Meh
- 1976 Salford - Geff Harrison
- 1977 ... And the London Symphonic-Rock Orchestra - Geff Harrison
- 1977 Together - Geff Harrison Band
- 1979 Money Talks - Geff Harrison
- 1980 Voice - Geff Harrison
- 1998 Hello Here I Am - Geff Harrison
- 2003 Soul Explosion - Soul Brothers
- 2006 Skin Deep - Harrison Panka Nadolny Band
- 2015 Purple Magic - Geff Harrison
- 2016 Forever Young - Geff Harrison
- 2016 The Glowballs - Geff Harrison
- 2017 Reflections On The Future - Twenty Sixty Six and Then

### Singles
- 1973 No Reply - Geff Harrison
- 1976 Death Of A Clown - Geff Harrison
- 1977 It's Not Easy For A Singer In A Rock'n Roll - feat. LSRC
- 1977 Stay With Me - Geff Harrison
- 1979 Roller Coaster - Geff Harrison
- 1981 Do You Miss Me - Geff Harrison
- 1981 Reach For The Sky - als Richie West
- 1983 Eve Of Destruction - Geff Harrison
- 1985 I Was Born A Rolling Stone - Geff Harrison
- 1986 Kung Fu Clan - Corona Taps feat. Mike Mareen
- 1987 Fly To Moscow -  Modern Trouble
- 1987 Bad New York City - Geff Harrison
- 1987 Roadrunner - U.K. feat. Mike Mareen
- 1988 S.O.S. - Save Our Seoul - Modern Trouble
- 1988 Don't Forget Ben Johnson - Fair-Play
- 1988 With A Touch From Your Heart - Chapter One
- 1989 Stay With Me - Heartburn
- 1989 Walkin' Talkin' - Gary Man & The Sunshine Band
- 1992 Hello, Here I Am - Geff Harrison
- 2003 Soul Inspiration - Soul Brothers
- 2017 Brexit (Mind The Gap) - Geff Harrison